# الصفية (شبام)

'

تعديل مصدري - تعديل

الصفية هي إحدى قرى عزلة شبام بمديرية شبام التابعة لمحافظة حضرموت، بلغ تعداد سكانها 57 نسمة حسب تعداد اليمن لعام 2004.